# Zbigniew Krasiński
Zbigniew Krasiński (ur. 17 marca 1968 w Szczuczynie) – polski lekarz, specjalista w zakresie chirurgii naczyniowej, angiologii i transplantologii klinicznej, profesor nauk medycznych, rektor Uniwersytetu Medycznego im. Karola Marcinkowskiego w Poznaniu (od 2024). Kierownik oddziału Chirurgii Naczyniowej Uniwersyteckiego Szpitala Klinicznego w Poznaniu.

## Życiorys
W 1993 ukończył studia na Wydziale Lekarskim Akademii Medycznej w Poznaniu (aktualnie Uniwersytet Medyczny w Poznaniu), uzyskując dyplom lekarza z wyróżnieniem za osiągnięcia w nauce i pracy społecznej. Uzyskał specjalizacje z chirurgii ogólnej (I stopień – 1996, II stopień – 2000), chirurgii naczyniowej (2003), transplantologii klinicznej (2011) oraz angiologii (2017). Stopień doktora nauk medycznych uzyskał w 2000 na podstawie pracy dotyczącej patogenezy żylaków kończyn dolnych, a habilitację w 2008 roku na podstawie badań nad strukturą i właściwościami żył kończyn dolnych. W 2011 roku otrzymał tytuł profesora nauk medycznych 
Od 1994 zawodowo związany z Uniwersytetem Medycznym w Poznaniu, gdzie przeszedł wszystkie stopnie kariery naukowej, od młodszego asystenta do profesora zwyczajnego (od 2018). Pełnił funkcje prodziekana (2008–2012), dziekana Wydziału Lekarskiego II (2012–2019), prorektora ds. kadr i kształcenia podyplomowego (2019–2020), a od 2020 prorektora ds. klinicznych i współpracy z regionem. W lutym 2024 został wybrany na rektora Uniwersytetu Medycznego im. Karola Marcinkowskiego w Poznaniu na kadencję 2024–2028.

## Działalność organizacyjna i akademicka
Jest prezesem Polskiego Towarzystwa Flebologicznego oraz prezesem elektem Polskiego Towarzystwa Chirurgii Naczyniowej. Członek Komisji Ewaluacji Nauki oraz komitetów redakcyjnych czasopism naukowych takich jak „Przegląd Flebologiczny” i „Polish Journal of Thoracic and Cardiovascular Surgery”.

## Odznaczenia
- Krzyż Kawalerski Orderu Odrodzenia Polski (2020)[8]

## Dorobek naukowy
Autor ponad 500 prac naukowych z obszaru chirurgii naczyniowej i angiologii, z indeksem Hirscha wynoszącym 20. Jest jednym z pionierów w Polsce techniki wewnątrzżylnej ablacji termicznej żył odpiszczelowych oraz rekonstrukcji układu tętniczego z użyciem żył głębokich kończyn dolnych. Był inicjatorem programu transplantacji nerek na Uniwersytecie Medycznym w Poznaniu oraz twórcą pionierskich metod leczenia zakażeń protez naczyniowych przy użyciu allograftów tętniczych oraz protez biologicznych.

## Życie prywatne
Żonaty, ojciec dwójki dzieci.